# Salvia sclarea
Salvia sclarea (denumire populară iarba Sfântului Ioan) este o specie de plantă din genul Salvia, familia Lamiaceae. Fiind un reprezentant de salvie cu un ulei volatil caracteristic, specia a fost intens studiată pentru compoziția sa în compuși biologic activi.

## Descriere
Este o specie bisanuală sau perenă, ce atinge 20 până la 120 cm înălțime. Este o specie rară în flora României și vegetează prin pajiști stepice și silvostepice aride. Specia prezintă bractei ovate, egale sau mai lungi decât corola. Frunze sunt ovate, cordate, cu peri de culoare cenușie, iar inflorescențele cimoase sunt sub formă de verticile cu câte 4-6 flori. Frunzele bazale, în formă de rozetă, se dezvoltă în primul an de viață, iar inflorescența vara în cel de-al doilea an, fiind flori mici, pentamere, zigomorfe, tubulare, bilabiate (o corolă specifică familiei), de culoare albă până la liliachie, cu bractee mov-violet. Prezintă tulpina specifică lamiaceelor, fiind groasă, pătratică și acoperită de peri. Semințele sunt brune, sferic-triunghiulare (nucule). 
Specia este endemică în regiunea mediteraneeană (sudul Europei, dar și în Asia centrală și în Africa de Nord), dar a fost introdusă sau aclimatizată și în alte zone, inclusiv în partea de nord și centrală a Statelor Unite. Există și o varietate dezvoltată pentru potențialul ornamental, denumită Salvia sclarea var. turkestanica. 

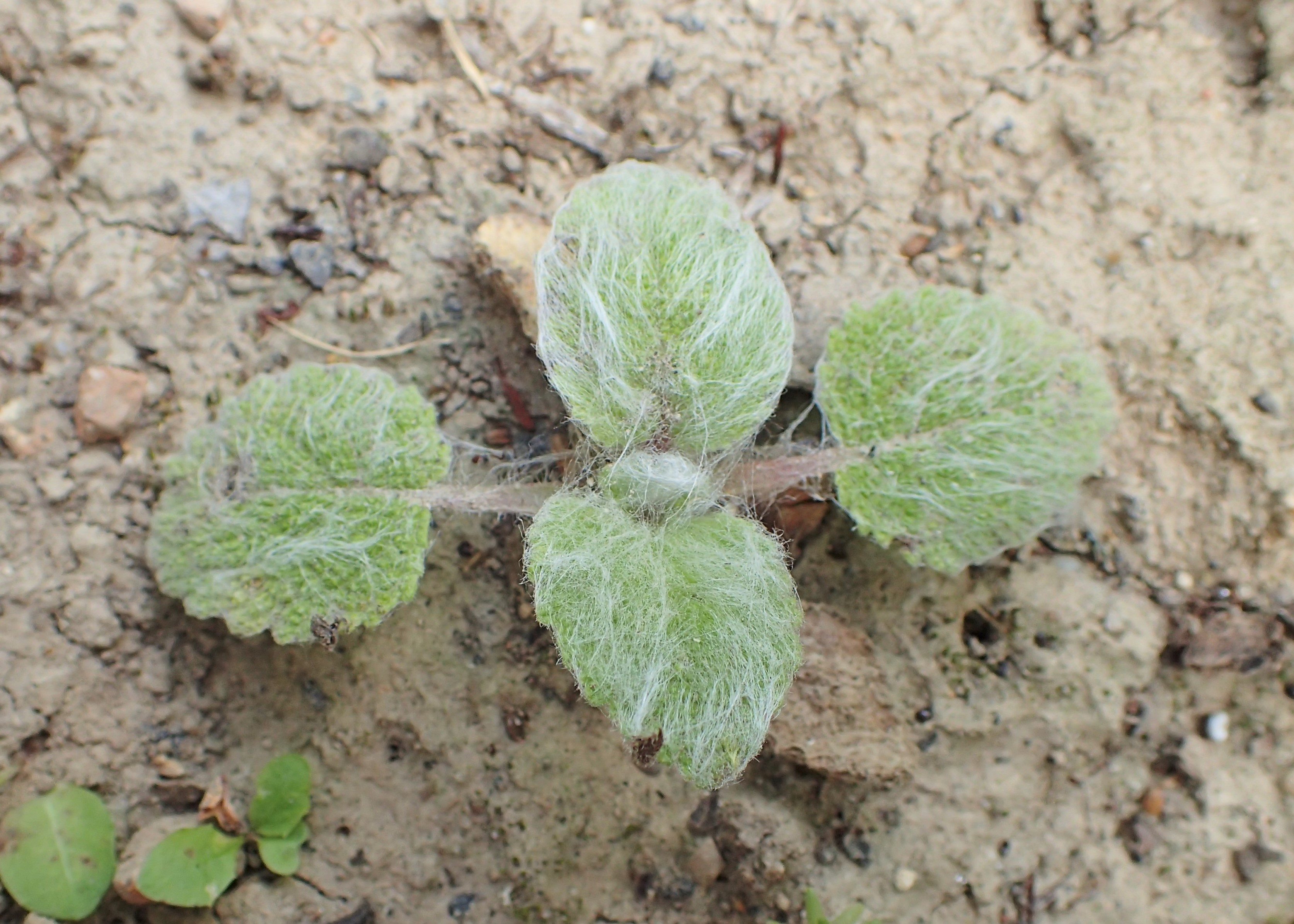
Răsad
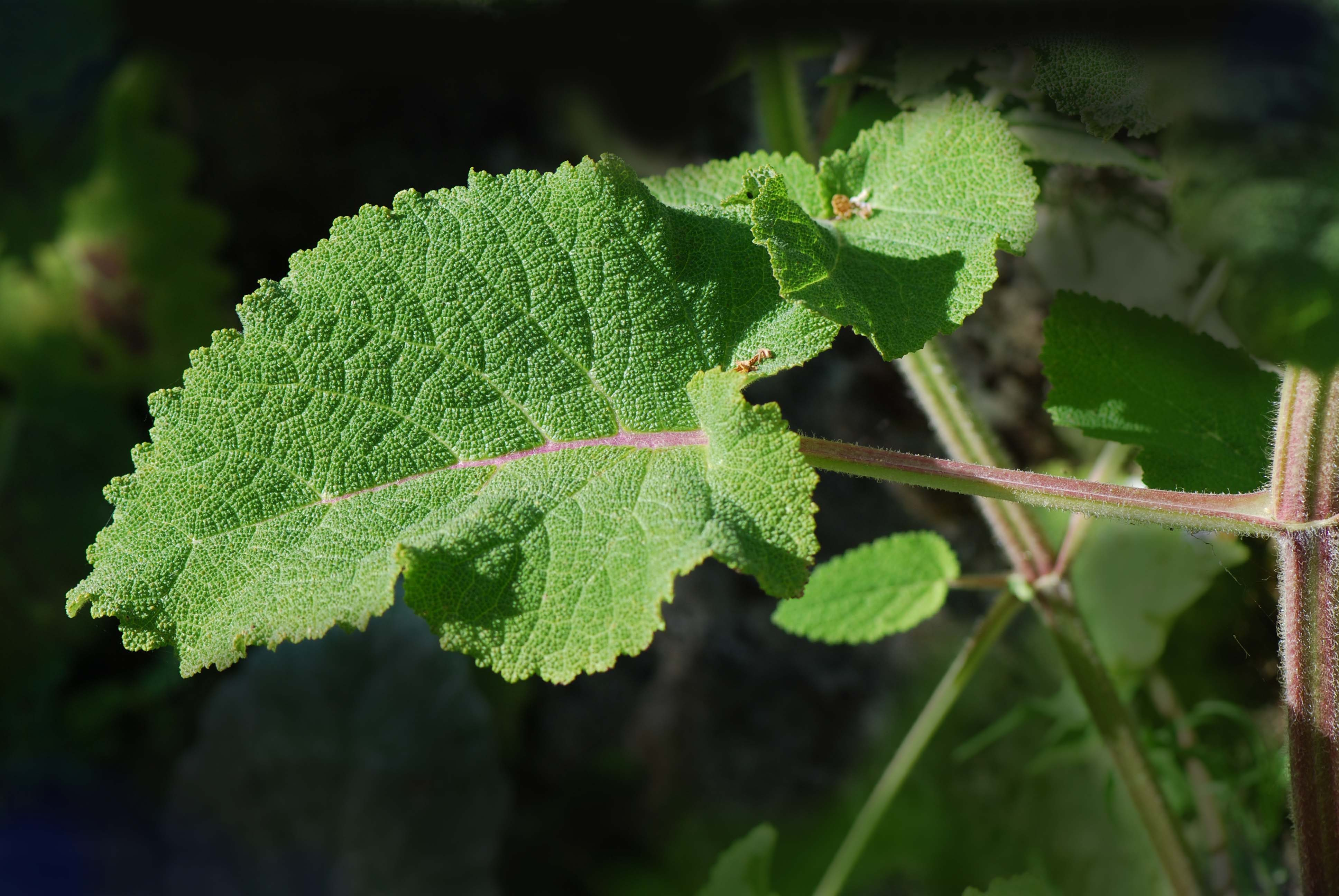
Frunză
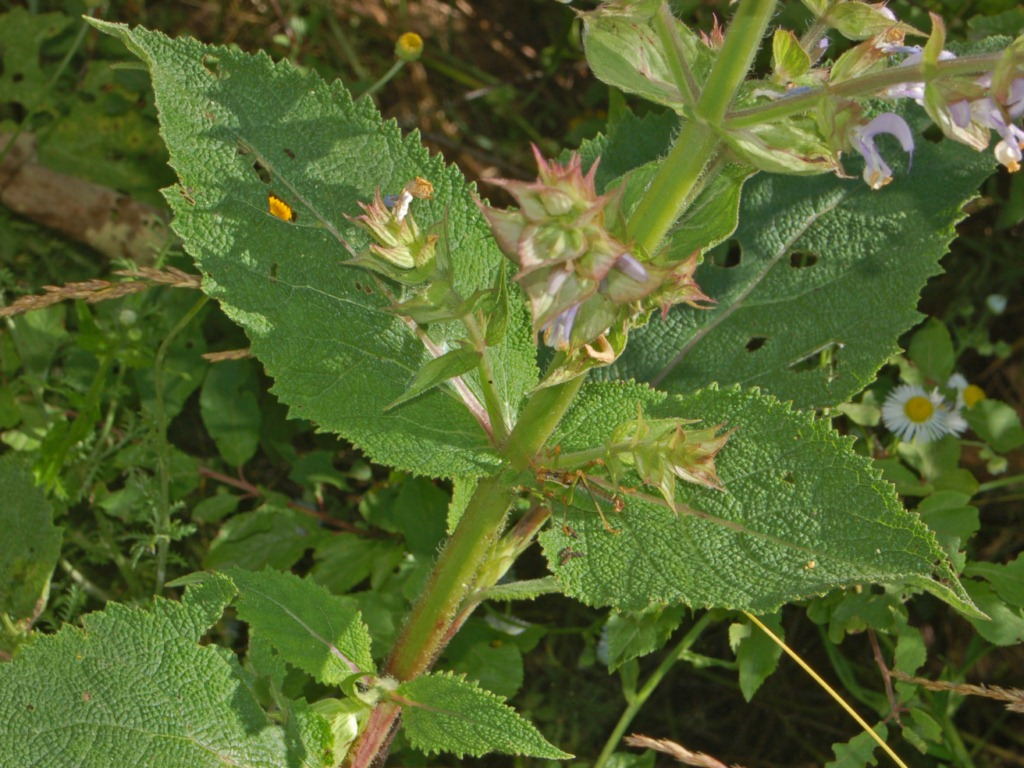
Frunze
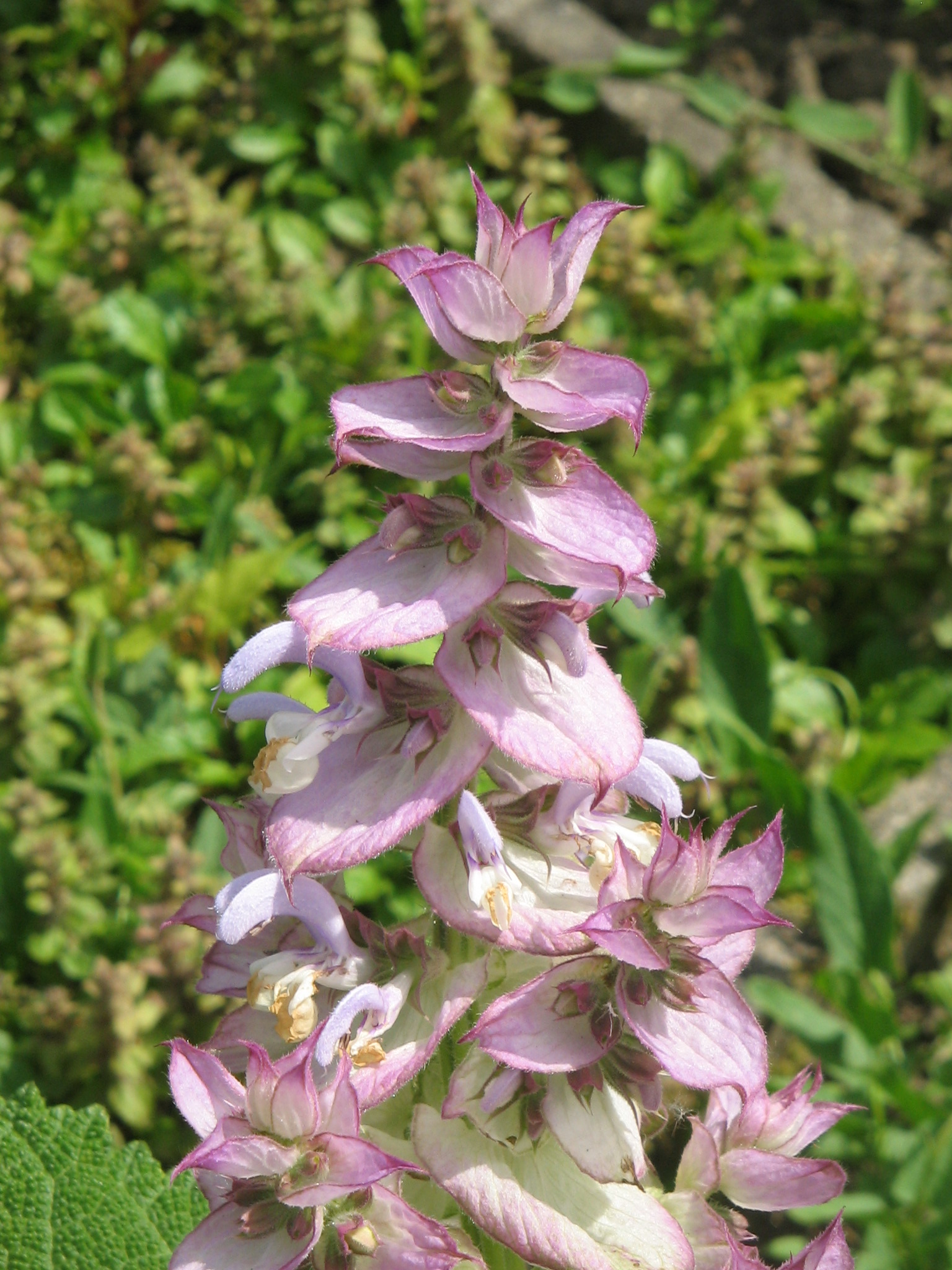
Inflorescență
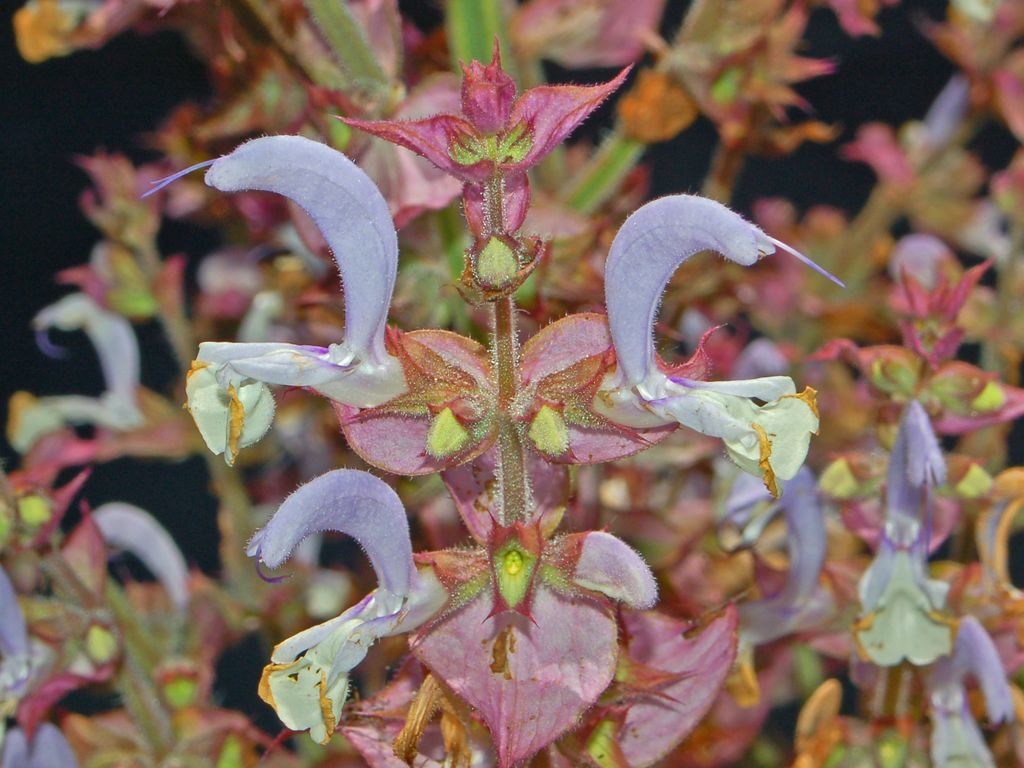
Floare - detaliu
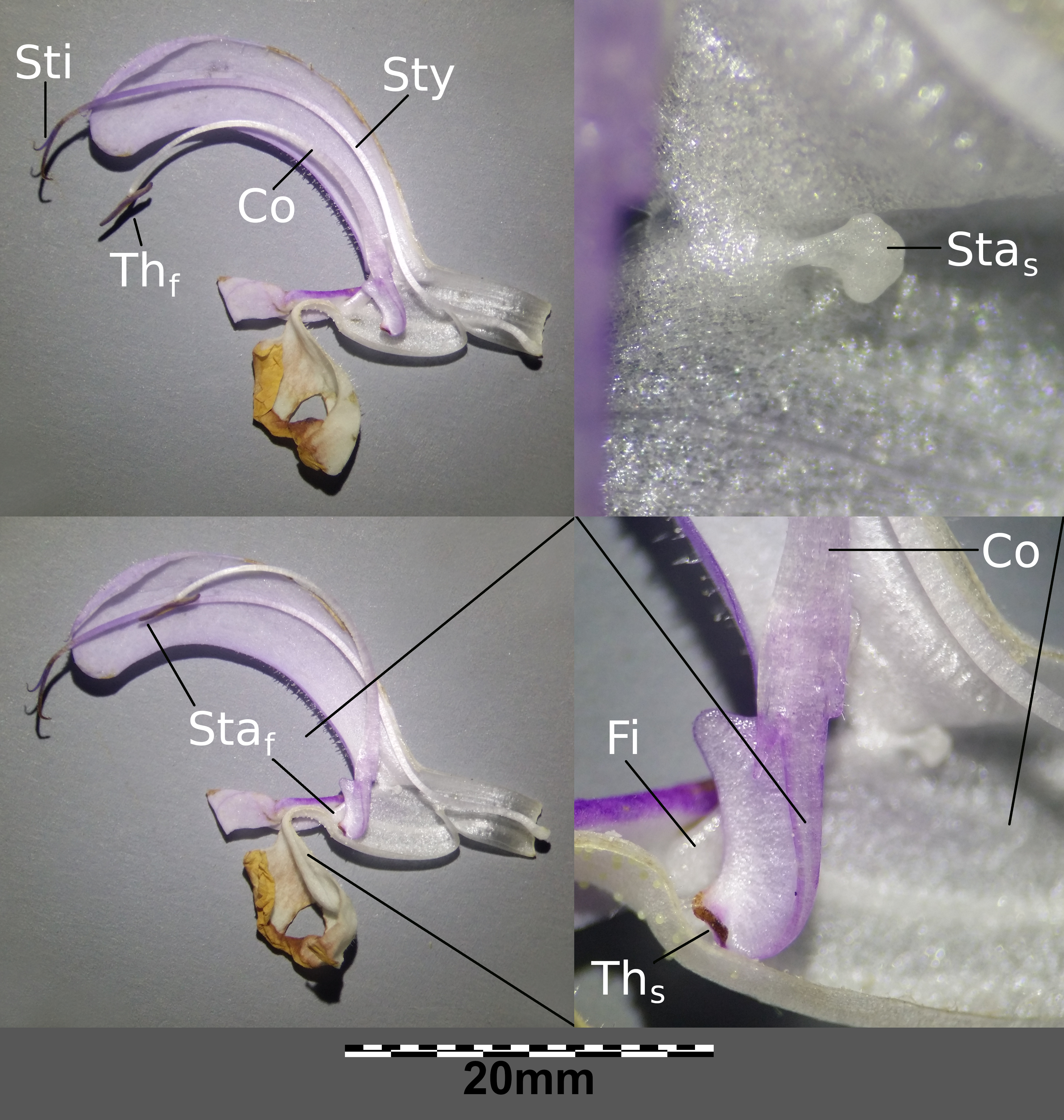
Floare - detaliu morfologic

## Denumire

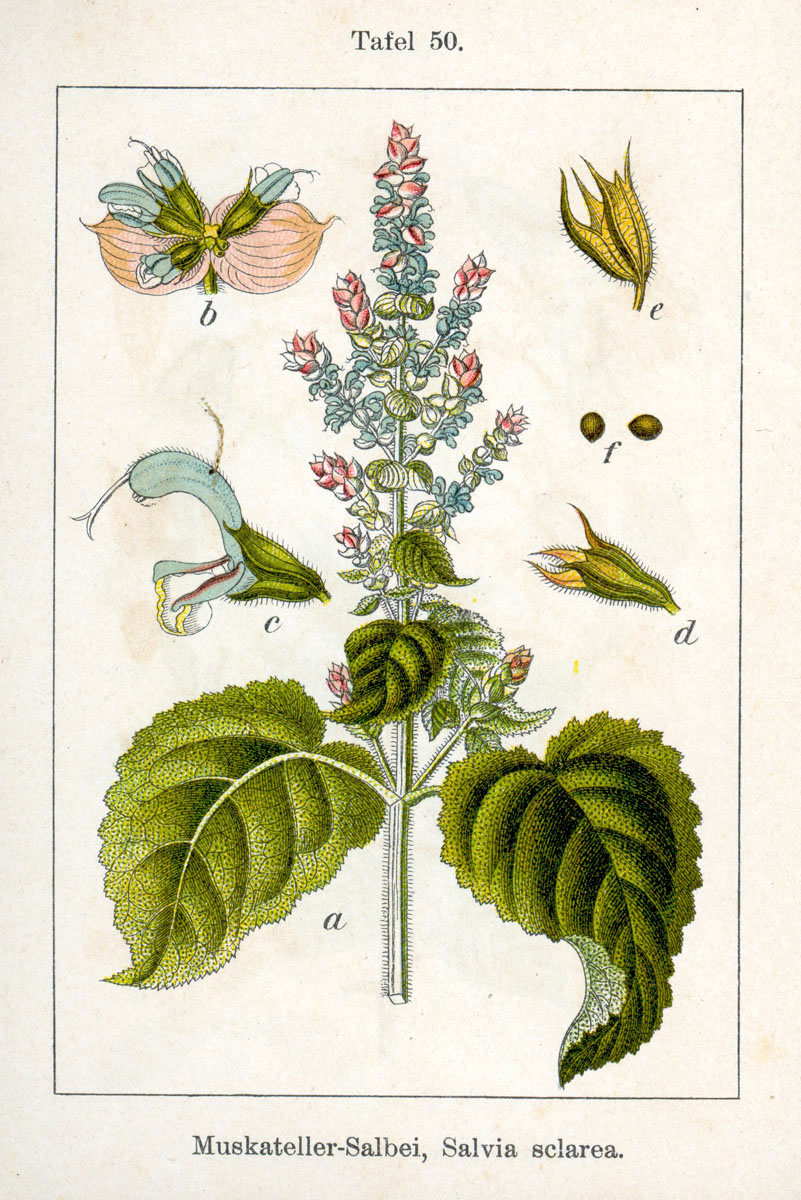
Ilustrație botanică

Denumirea științifică acceptată a speciei este Salvia sclarea L. (Species Plantarum 27, 1753) și provine din greacă, sklêros , σκληρός (dur), și face referire la părțile dure-aspre ale petalelor, însă unele surse sugerează că numele face referire la utilizarea sa în trecut pentru tratarea afecțiunilor oculare. Principalele sinonime ale speciei sunt Aethiopis sclarea (L.) Opiz (1852) și Sclarea vulgaris Mill. (1768). Celelalte sinonime recunoscute (considerate a face parte din același gen) sunt:
- Salvia altilabrosa  Pan
- Salvia calostachya  Gand.
- Salvia coarctata  Vahl
- Salvia haematodes  Scop.
- Salvia lucana  Cavara & Grande
- Salvia pamirica  Gand.
- Salvia sclarea var. calostachya  (Gand.) Nyman
- Salvia sclarea var. turkestanica  (Noter) Mottet
- Salvia simsiana  Schult.
- Salvia turkestanica  Noter

## Compoziție

Structura chimică a sclareolului

Specia prezintă un ulei volatil, caracteristic pentru reprezentanții familiei Lamiaceae. Acesta este bogat în sclareol, un metabolit specific care este un alcool diterpenic biciclic, fiind secretat de glandele oleifere din caliciul inflorescenței. Uleiul volatil a fost studiat pentru activitatea sa biologică, în special pentru efectele sale potențiale antioxidante, antibacteriene, antifungice, antiinflamatoare și antidiabetice. Uleiul mai conține și alcooli monoterpenici, precum linalool, geraniol, nerol și α-terpineol, dar și esteri ai acestora, cum sunt acetatul de linalil sau de neril. Alte terpenoide sunt reprezentate de sescviterpene, cum ar fi germacrenul, α-copaenul sau oxidul de cariofilenă (acesta fiind o sescviterpenă oxigenată). Uleiul volatil este în general extras prin metode extractive clasice, precum antranarea cu vapori de apă sau hidrodistilarea.

## Utilizări

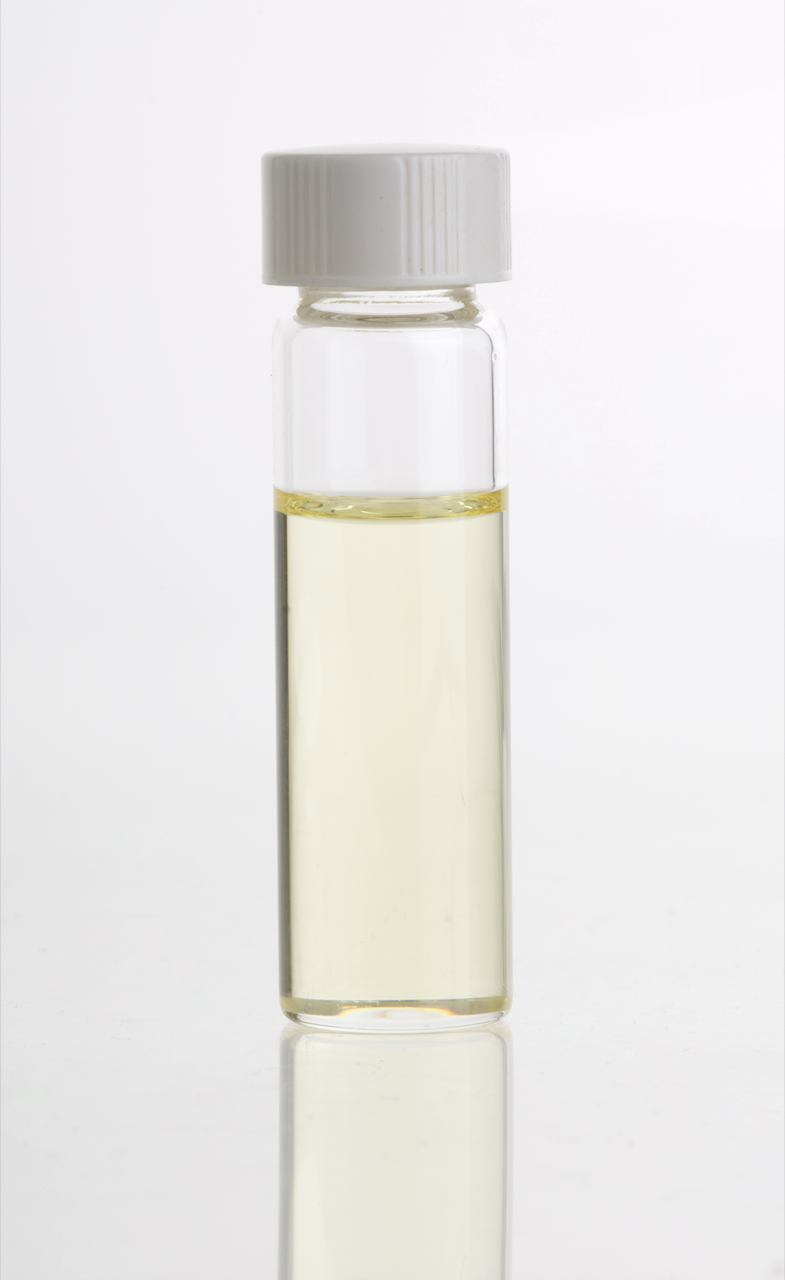
Aspectul uleiului volatil de S. sclarea

Specia este o plantă medicinală, datorită uleiului volatil, ceea ce îi aduce și utilizarea din sfera aromaterapiei. În plus, S. sclarea este utilizată și în agricultură, gastronomie și cosmetică. Datorită aspectului, este cultivată și ca plantă ornamentală valoroasă, și este apreciată pentru inflorescențele cu aspect plăcut (liliachii-roz), cât și pentru frunzele bazale verzi-gri.

### Gastronomie, aromatizare
Frunzele plantei sunt comestibile, atât crude, cât și gătite, și prezintă un gust și miros puternic aromatic. De aceea, este utilizată ca plantă aromatică în gastronomie, în mod similar cu Salvia officinalis (jaleșul de grădină). În plus, chiar și florile sunt comestibile, și se pot consuma în salate sau ceaiuri. Frunzele au fost utilizate și pentru falsificarea vinului. Uleiul esențial se mai poate utiliza și pentru aromatizarea anumitor băuturi, precum lichior, vermut, bere, apă tonică sau vinuri, aducând o aromă de tip muscat. Caracteristicile aromatice fac din această specie vegetală una dintre cele mai apreciate ierburi cu proprietăți aromatice în regiunea mediteraneeană.

### Utilizări medicinale
Este utilizată în principal pentru uleiul său volatil. Conform literaturii tradiționale, S. sclarea a fost aplicată pe scară largă în medicina empirică pentru tratamentul diferitelor afecțiuni, cum ar fi artrita, inflamațiile de la nivel bucal, bolile sistemului digestiv și dismenoreea. Specia  fost studiată pentru efectul său antimicrobian, antiinflamator, antioxidant și citotoxic.
În datele de etnofarmacologie românească, se consideră că iarba Sf. Ioan a avut aceleași întrebuințări ca și salvia (S. officinalis): ca leac pentru dureri de gât sau de dinți, pentru întărirea ochilor, contra reumatismului, pentru calmarea sistemului nervos, reduce inflamațiile, etc.

### Parfumerie și cosmetică
În industria parfumurilor, uleiul esențial de iarba Sf. Ioan este utilizat datorită calității aromatice, fiind un fixator de parfumuri excelent. O altă caracteristică importantă este prezența sclareolului, care reprezintă baza pentru sinteza chimică a Ambrox-ului (acesta este frecvent utilizat ca alternativă la ambergris). Uleiul induce note de ambră uscată sau tutun.